# Stephen Langton
Stephen Langton (Wragby, Lincolnshire, Anglia, kb. 1150 – Slindon, Sussex, 1228. július 9.) teológus, canterburyi érsek.

## Élete
A párizsi egyetemen tanult, Petrus Comestor tanítványa. Később ő is ott tanított filozófiát és teológiát 1206-ig. Ott ismerkedett meg III. Ince pápával (1198-1216 közt pápa), aki iskolatársa volt. Ince Rómába hívta, és bíborossá kreálta.
1205-ben Hubert Walter halálával megüresedett a Canterbury érseki szék. A szerzetesek szokás szerint megválasztották az utódot, ám I. (Földnélküli) János angol király a maga jelöltjét akarta az érseki trónon látni. A pápához fellebbeztek, aki mindkét választást megsemmisítette. Az örök városba érkezett 13 szerzetes az egész káptalant képviselve a pápa jelenlétében új választást tartott. A választás eredményeként Langton bíboros lett Canterbury érseke, akit a pápa 1207. június 17-én Viterbóban püspökké szentelt. Mivel Földnélküli János Langtont nem ismerte el canterbury érseknek, a pápa interdiktum alá helyezte egész Angliát, a királyt kiközösítette és letette a trónról. Emiatt Langton a kinevezése után jó ideig a Pontigny apátságban tartózkodott. Csak 1213-ban tudott egyházmegyéjébe visszatérni. Mint canterbury érsek az állami életre is befolyással volt. Jelentős szerepe volt a Magna Carta Libertatum (1215) megszületésében. Emiatt Ince őt felfüggesztette, majd egy évre rá a büntetést feloldotta.

## Munkássága
Mint egzegéta, teológus és prédikátor rendkívül gyümölcsözően tevékenykedett. Ő vezette be a nyugaton használt biblia-fordításba, a Vulgatába, a ma is használt fejezetfelosztást. Valószínűleg tőle származik a Bibliában található héber nevekből készített gyűjtemény is, melynek címe: Interpretationes nominum hebraicorum. Előadásaiban a Biblia minden könyvét magyarázta, főleg erkölcsi értelmezésben.